# Nouamline
Nouamline è uno dei tre comuni del dipartimento di Kiffa, situato nella regione di Assaba in Mauritania. Contava 4.075 abitanti nel censimento della popolazione del 2000 e 4.620 nel 2013.